# Юзеф Стемпковський
Юзеф Ґабрієль Стемпковський гербу Сухекомнати (пом. квітень-травень 1793, Варшава) — польський шляхтич, військовий і державний діяч Речі Посполитої. Прізвисько — «страшний Юзеф». Представник роду Стемпковських.

## Життєпис

Герб Сухекомнати

Син Якуба Стемпковського (помер у лютому 1763 року) — жарновського каштеляна і його дружини Терези, до шлюбу Гехау. За А. Роллє, його мати — Анна з Генриковських, яка, за К. Несецьким, була вдовою завихостського каштеляна Юзефа Стеткевича. На політичній сцені з'явився у 1758 році. Спричинився до жорстоких репресій проти гайдамаків у Кодні після придушення їх повстання — «Коліївщини», тому мав прізвисько «страшний Юзеф». Мав процес із Станіславом «Щенсним» Потоцьким щодо Торговиці, уступив йому за угодою 1776 року.
Обозний польний коронний, брацлавський каштелян, володимирський староста, київський каштелян у 1772—1785 роках, Київський воєвода у 1785—1791 роках. 
Помер у квітні-травні 1793 року у Варшаві.
Дружина — внучка Юрія Немирича, донька Героніма Гратуса Москоржевського. Донька — Гонората, тесть — за даними Вацлава Щигельського в ПСБ (або зять) відомого гуляки, авантюриста, князя Єжи Марціна Любомирського (1738—1811), дідич Новолабуні, де сприяв будівництву власної резиденції-палацу. Архітектором палацу був Ефраїм Шрегер.
Його перебування в Лабуні описав в своїх хроніках Я.Охоцький, що пізніше перевидав Крашевський Юзеф
Приймав двічі Короля Станіслава Августа у себе в резиденції, коли той їхав на зустріч з Катериною. Після пишних балів та застіль і прийому короля розорився.